# Die sieben unterirdischen Könige
Die sieben unterirdische Könige ist das dritte Buch der Smaragdenstadt-Reihe des russischen Autors Alexander Wolkow. Die Erzählung erschien 1964 unter dem Originaltitel „Семь подземных королей“. Wie schon bei den Büchern „Der Zauberer der Smaragdenstadt“ und „Der schlaue Urfin und seine Holzsoldaten“ stammen die Illustrationen in diesem Buch von Leonid Wladimirski. Übersetzer der lange verwendeten deutschen Fassung ist Lazar Steinmetz.

## Handlung
In der Einleitung beschreibt Alexander Wolkow die Entstehung des Zauberlandes durch den Zauberer Hurrikap. Dies ist insofern sinnvoll, als der Leser zum ersten Mal den Grund für die Existenz des Zauberlandes als auch für die Eigenarten desselben erhält. So können beispielsweise im Zauberland die Tiere reden und es gibt nur Sommer.
Im ersten Teil wird der Versuch des Prinzen Bofaro geschildert, seinen Vater vom Thron zu stürzen. Dies misslingt, und er wird mit seinen Anhängern auf Befehl des Königs in eine unterirdische Höhle verbannt. Diese Verbannung gilt auf Lebenszeit für Bofaro und dessen Nachkommen. Die Verbannten errichteten eine Stadt, befestigten sie und begannen, Getreide anzubauen, Erz zu fördern und alle Arbeiten durchzuführen, die ein Leben in der Höhle erst möglich machten. Dabei bedienten sie sich der Hilfe der Tiere, die in der Höhle lebten. Die Sechsfüßer wurden gezähmt, um die Pflüge zu ziehen und die Drachen dienten als Transportmittel. Mit der Zeit entwickelte sich ein Tauschhandel mit den Bewohnern des Zauberlandes. Die Erzgräber tauschten Kupfer, Bronze, Pflüge, Eggen, Glas und Edelsteine gegen Getreide, Butter und Früchte.
Als der König Bofaro starb, hatte er sieben Kinder. Da er sich nicht entscheiden konnte, wem er den Thron vererbte, ernannte er sie alle zu seinen Erben. Jeder sollte einen Monat regieren. Dies führte zu Streitigkeiten über die Reihenfolge der Regentschaft. Am Ende einigten sie sich darauf, entsprechend dem Alter zu regieren. Jeder König wurde durch eine Farbe des Regenbogens repräsentiert. Sie bauten einen Palast mit sieben Türmen und sieben Eingängen zu den Gemächern der Könige.
Ein besonderer Tag in der Geschichte des unterirdischen Landes war die Entdeckung des Schlafwassers. Wer von diesem Zauberwasser trank, fiel in einen sehr tiefen Schlaf. Durch einen Einfall des Hüters der Zeit wurden nach und nach alle Könige, die gerade nicht regierten, in den Schlaf versetzt. Diese Regelung stieß auf allgemeine Zustimmung. Die Könige regierten nur noch einen Monat lang. Da sie die sechs Monate zwischen den Regentschaften verschliefen, hatten die Handwerker, Bauern und sonstigen Bewohner nur noch für einen, statt für sieben Königshöfe pro Monat zu arbeiten. Auf diese Weise vergingen die Jahrhunderte. In der Zwischenzeit geschahen die in den beiden ersten Büchern beschriebenen Ereignisse.
Nach der Entmachtung Urfins floh dessen erster Minister Ruf Bilan in die unterirdische Höhle. Als er sich dort verirrte, schlug er mit einer gefundenen Spitzhacke eine Mauer ein und brachte die Schlafwasserquelle zum Versiegen. Für diese Tat wurde er in der Stadt der sieben unterirdischen Könige zur Verantwortung gezogen und musste seine Strafe abarbeiten. Das Versiegen der Quelle hatte gravierende Auswirkungen auf das Leben der Leute in der Höhle. Die Lebensmittel gingen zur Neige, da jetzt wieder alle sieben Königshöfe gleichzeitig versorgt werden mussten.
Im zweiten Teil der Erzählung schildert Wolkow die Rückkehr und Erlebnisse des Mädchens Elli. Sie fuhr in den Ferien zu ihrem Onkel, ihrer Tante und ihrem Cousin. Dabei wurde sie von ihrem Hund Toto begleitet. Beim Besuch einer Höhle stürzte diese hinter den Kindern und Toto ein. Da der Rückweg versperrt war, gingen sie immer vorwärts und kamen nach einer gefahrvollen Reise im Land der sieben unterirdischen Könige an. Dort wurde Elli von Ruf Bilan erkannt. Dieser erzählte den Königen, dass Elli eine Zauberin sei und das Schlafwasser wiederbringen könne. Da dies nicht stimmte, brauchte Elli Hilfe.
Im dritten Teil beschreibt Wolkow die Versuche des Scheuchs und des Eisernen Holzfällers, Elli zu helfen.
Da die Bewohner des Violetten Landes begnadete Handwerker sind, schafften sie es, das Wasser wieder aus dem Boden zu pumpen. Der Scheuch hatte die Idee, sämtliche Könige und deren Angestellte wieder in Schlaf zu versetzen und ihnen beim Aufwachen zu erzählen, sie seien Handwerker. Auf diese Weise endete die Herrschaft der sieben unterirdischen Könige. Elli, Toto und ihr Cousin kehrten auf dem Rücken des Drachen Oicho nach Hause zurück.

## Parallelen zu L. Frank Baum
Wie auch schon bei den beiden vorangegangenen Bände, übernahm Wolkow auch für den dritten Band seiner Zauberland-Reihe einige Elemente aus den Oz-Büchern von Lyman Frank Baum, ohne sie zu plagiieren. So erinnert z. B. das unterirdische Land bei Wolkow ein wenig an das ebenfalls unterirdischen Land Mangaboo in Dorothy und der Zauberer in Oz. Auch dieses wird von einem diffusen Licht beleuchtet. Während es bei Baum in allen Regenbogenfarben erstrahlt, so dass ständig die Farbe wechselt, weist Wolkow diese Farben seinen Königen zu, die dann jeweils wechseln, wenn einer der sieben Könige sein Regierungsamt antritt. Und auch bei Baum erlebt Dorothy ihr unterirdisches Abenteuer mit ihrem Cousin Zeb.

## Editionsgeschichte
Die deutsche Erstausgabe erschien Anfang der 1970er Jahre in der DDR. Mehr als 30 Jahre lang erschien das Buch im Osten Deutschlands nahezu unverändert, lediglich das äußere Erscheinungsbild wurde modifiziert. Ab der 9. Auflage, im Jahr 2005, erschien der Band dann in einer neuen, stark gekürzten Textfassung und mit verändertem Layout. Um den Inhalt in einen vorgegebenen Seitenumfang einpassen zu können, wurde das Buch massiv gekürzt, so dass einige der im Handlungsteil erwähnten Passagen, beispielsweise die Geschichte um Hurrikap, jetzt nicht mehr enthalten sind. Auf dieser Ausgabe basiert auch das Hörbuch, gelesen von Katharina Thalbach.

## Hörspiele/Hörbücher
Es gibt drei deutschsprachige Hörspielproduktionen zu diesem Buch:
- Die sieben unterirdischen Könige, Regie: Maritta Hübner, Bearbeitung: Ernst Röhl, 50 Minuten, Rundfunk der DDR, 1976

(mit Arno Wyzniewski, Dieter Wien, Marianne Klussmann, Hans-Joachim Hanisch u. a.)
- Die sieben unterirdischen Könige. Regie: Dieter Scharfenberg, MC, ISBN 3-930319-84-5
- Die sieben unterirdischen Könige. Regie: Paul Hartmann, MC, ISBN 3-8291-0326-3

Eine Hörbuchversion erschien im August 2006:
- Die sieben unterirdischen Könige, gelesen von Katharina Thalbach, Jumbo Neue Medien, 2CD, ISBN 3-8337-1668-1